# Zona subtropicală

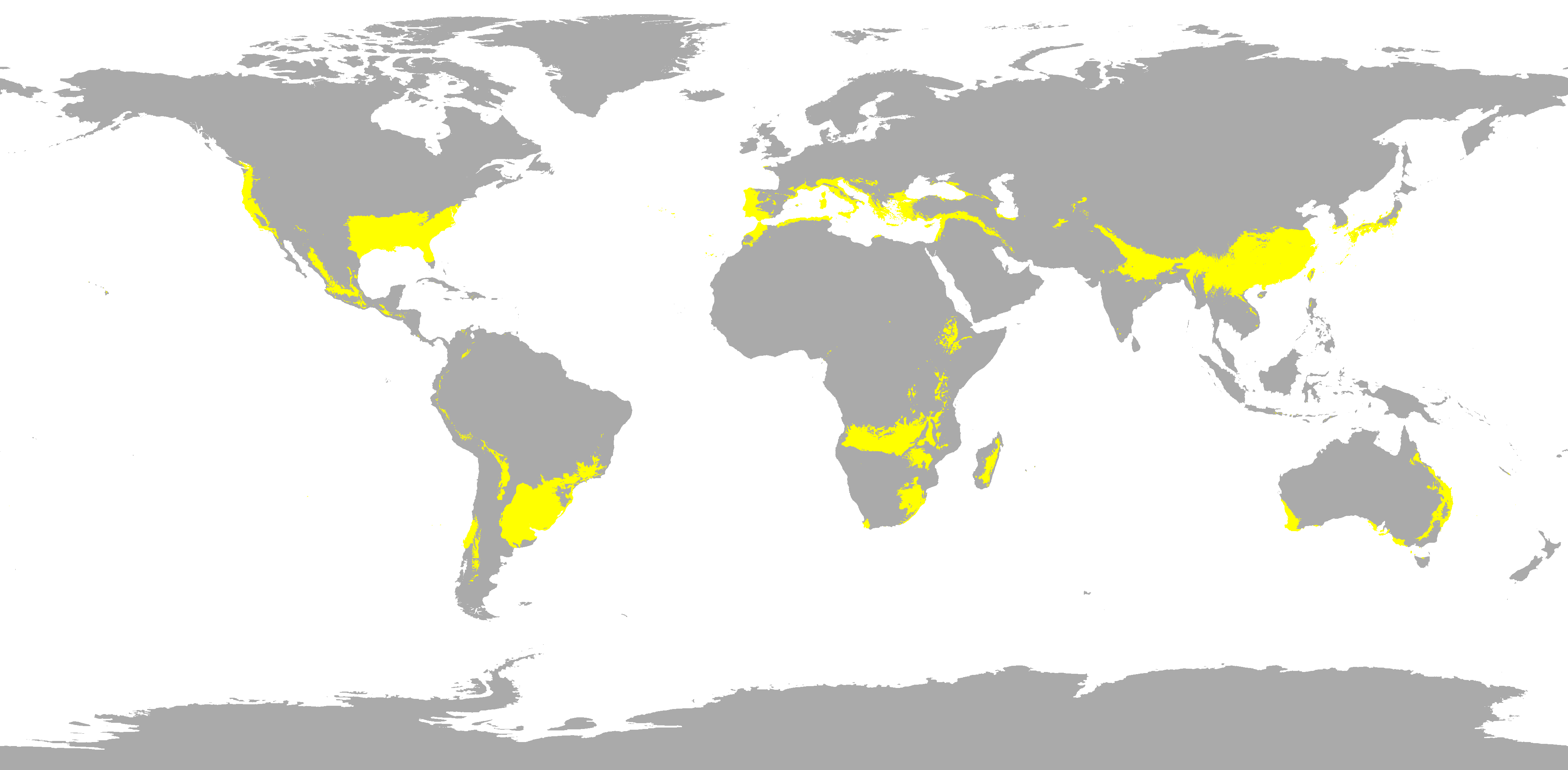
Zone din lume cu climat subtropical

Zonele subtropicale sunt zone geografice și climatice situate la nord și la sud de tropice. Din punct de vedere geografic, fac parte din zonele temperate ale ambelor emisfere, acoperă latitudinile mijlocii de la 23°26′10.2″ (sau 23.43617°) la aproximativ 35° nord și sud. 
În aceste zone cresc arbori care produc fructe precum: citrice, mango, lici și avocado.
Se caracterizează prin mase de aer tropical în timpul verii și mase de aer temperat iarna. Uneori, iarna, vremea se răcește brusc ca urmare a pătrunderii aerului arctic dinspre nord. Zona cuprinde trei regiuni climatice: mediteraneeană, continentală și musonică. Regiunea subtropicală mediteraneeană se deosebește prin veri calde și uscate și ierni răcoroase și umede. Regiunea subtropicală continentală, din interiorul continentului, se caracterizează printr-o insuficiență de umiditate; iarna este relativ rece și uscată, iar vara este fierbinte și la fel uscată. Regiunea subtropicală musonică se caracterizează prin precipitații bogate, îndeosebi în perioada verii, datorită maselor de aer maritim (musoni) dinspre Oceanul Indian.